# PINE Technology
PINE Technology Holdings Ltd est une société basée à Hong Kong fondée en 1989. Elle produit principalement du matériel informatique. Sa division la plus connue est XFX, une marque de cartes graphiques reconnue pour ses modèles overclocké d'origine. Néanmoins, ses modèles "stock" sont propices à l'overclocking, et le gain y est particulièrement important par rapport aux autres constructeurs.
Outre les cartes graphiques, XFX commercialise aussi des cartes mères, des accessoires pour Gamers ou encore des solutions de stockage.
Les usines du groupe PINE Technology sont situées en chine .